# Palazzo Trabucco della Torretta
Palazzo Trabucco è un palazzo nobiliare sito in via Bottai, nel mandamento Tribunali di Palermo.

## Storia
Fu costruito nel 1756 per conto di Don Tommaso Trabucco, mercante napoletano trasferitosi a Palermo. Si tratta di un palazzo nobiliare le cui caratteristiche stanno a metà tra la dimora aristocratica e il palazzo per abitazioni della prima metà del settecento.
Pesantemente danneggiato durante i bombardamenti del 1943, è stato restaurato in economia eliminando parte delle decorazioni in stucco danneggiate.

## Descrizione
La facciata, in ocra e bianco, presenta una alternanza di balconi con inferriate a petto d'oca e finestre. Ricca è la decorazione in stucco con cornici intorno alle finestre e ai balconi, modanature sul cornicione a mensoloni, borchie a stella, in una abbondanza decorativa tipica del tardo-barocco palermitano. Al centro del pianterreno si apre il grande portale con lesene aggettanti divergenti, cornice ad arco e vasotti laterali. 
Il piano nobile conserva tutt'oggi, nonostante i continui rimaneggiamenti, una serie di sale di rappresentanza tra cui il grande salone con un affresco allegorico raffigurante Il tempo che dà la giusta fama e scaccia la menzogna, della scuola di Vito D'Anna.
Rimangono inoltre dei sovraporta decorati con dipinti di Pietro Manno e Giuseppe Velasco.